# 胡賓 (嘉靖進士)
胡賓（1506年—1557年），字汝觀，號黄南（一作号潢南），河南汝寧府光州人，民籍，明朝政治人物。

## 生平
嘉靖十年（1531年）辛卯科河南鄉試第十一名舉人，十四年（1535年）中式乙未科會試第五十七名，三甲第二百十六名進士。授行人司行人，十九年（1540年）十月選授兵科給事中，二十一年請告歸省，二十一年丁父憂。二十三年復除原職，二十五年奉使册封岷王，六月升吏科右，二十六年因彈劾山東布政司胡宗明，被降調外任，貶亳州判官，歲餘量移南京太僕寺寺丞，二十九年升山西按察司佥事，三十一年冬丁母憂歸。三十四年起补陕西佥事，兵备宁夏兼管粮储，晋本省布政司参议，分守关南，驻金州。三十六年春仕至山西副使，五月便道归乡，八月卒。

## 家族
曾祖胡滿；祖父胡球，四川雲陽知縣；父胡用中。母劉氏。重慶下。